# Man (альбом)
Man — третий студийный альбом шведской певицы Нене Черри, выпущенный в 1996 году. Одним из наиболее известных треков с этого альбома является «7 Seconds». Двумя годами ранее эта песня была выпущена в виде сингла и записана совместно с сенегальским певцом Юссу Н’Дуром, который в своё время сделал популярным в Африке жанр мбалакс. Тогда же, в 1994 году, за эту песню Черри была номинирована на премию Грэмми.

## Список композиций
| #   | Название                                                                         | Длительность |
| --- | -------------------------------------------------------------------------------- | ------------ |
| 1.  | «Woman» (Черри, МакВей, Джонатан Шарп)                                           | 4:30         |
| 2.  | «Feel It» (Черри, МакВей, Джонатан Шарп)                                         | 5:41         |
| 3.  | «Hornbeam» (Черри, МакВей, Саймон Хопвуд)                                        | 5:02         |
| 4.  | «Trouble Man» (Марвин Гэй)                                                       | 3:57         |
| 5.  | «Golden Ring» (Джо Скит, Стив Дуглас)                                            | 3:40         |
| 6.  | «7 Seconds» в дуэте с Youssou N'Dour (Черри, МакВей, Йоссу Н’Дур, Джонатан Шарп) | 4:59         |
| 7.  | «Kootchi» (Черри, МакВей, Джоаким Берг, Саймон Хопвуд)                           | 5:06         |
| 8.  | «Beastiality» (Черри, МакВей, Саймон Хопвуд)                                     | 2:49         |
| 9.  | «Carry Me» (Черри, МакВей, Саймон Ричмонд, Саймон Хопвуд)                        | 4:22         |
| 10. | «Together Now» (Черри, Tricky)                                                   | 3:11         |
| 11. | «Everything» (Черри, МакВей, Джонатан Шарп)                                      | 4:58         |

## Участники записи
- Нене Черри — вокал
- Луис Павлоу — перкуссия, ударные (трек «Kootchi»)
- Камерон МакВей[англ.] — продюсер, ударные
- Гэвин Райт[англ.] — струнные
- Марк Сондерс — программирование
- Уилл Малон — струнные
- Джонни Стивенс — электрическая гитара, синтезатор
- Стив «Гриппа» Хопвуд — гитара, бэк-вокал
- Джонни Доллар[англ.] — гитара, программирование, ударные, струнные
- Пол Энтони Тейлор — программирование
- Юссу Н’Дур — вокал (трек «7 Seconds»)
- Кристиан «Фалкон» Фалк — продюсер, программирование (трек «7 Seconds»)
- Джонас Линдгрен — виолончель (трек «7 Seconds»)
- Кристоффер Уоллман — клавишные (трек «7 Seconds»)
- Бернард Батлер — гитара (трек «Woman»)
- Микки П. Петралия — ударные (трек «Woman»)
- Майк Томпсон — французская валторна (трек «Woman»)
- Джефф Брайант — французский валторна (трек «Woman»)
- Билл Макдональд — бас-гитара, ритм-гитара, вокал (трек «Kootchi»)
- Рич Кинг — гитара (трек «Kootchi»)
- Игл-Ей Черри — фортепиано (трек «Trouble Man»)
- Макото Сакамото — ударные (трек «Hornbeam»)
- Руди Лагриллиере — гитара (трек «Golden Ring»)

## Синглы
| Название  | Дата релиза | Позиция в чартах [Великобритания] | Автор(ы)                    | Продюсер(ы)                            |
| --------- | ----------- | --------------------------------- | --------------------------- | -------------------------------------- |
| 7 Seconds | 1994        | 3                                 | Черри, Н’Дур, МакВей, Шарп  | Буга Бир, Джонни Доллар, Кристиан Фалк |
| Woman     | 1996        | 9                                 | Черри, МакВей, Шарп         | Буга Бир, Джонни Доллар                |
| Kootchi   | 1996        | 38                                | Черри, МакВей, Хопвуд, Берг | Камерон МакВей, Дэйвид М. Аллен        |
| Feel It   | 1997        | 68                                | Черри, МакВей, Шарп         | Буга Бир, Джонни Доллар, Дэвид Аллен   |

## Позиция в чартах
| Чарт                | Дата             | Позиция | Статус |
| ------------------- | ---------------- | ------- | ------ |
| Французский чарт    | 14 сентября 1996 | 4       |        |
| Австраллийский чарт | 6 октября 1996   | 5       |        |
| Швейцарский чарт    | 22 сентября 1996 | 5       | Золото |
| Британский чарт     | сентябрь 1996    | 16      |        |
| Норвежский чарт     | сентябрь 1996    | 19      |        |
| Шведский чарт       | 13 сентября 1996 | 22      |        |